# Kurt Simberg

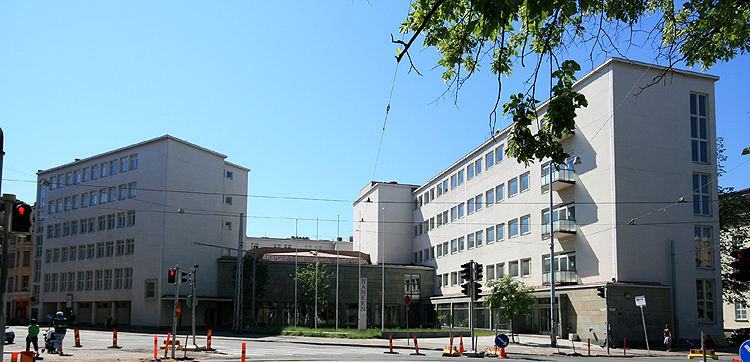
Svenska handelshögskolan i Helsingfors.

Kurt Eduard Simberg, född 30 januari 1913 i Helsingfors, död där 17 maj 1984, var en finländsk arkitekt. 
Simberg utexaminerades från Tekniska högskolan i Helsingfors 1939. Efter anställning vid Finlands Arkitektförbunds standardiseringsinstitut 1945–1946 startade han en egen arkitektbyrå. Hans genombrott kom 1953 genom segern i en arkitekttävling om Svenska handelshögskolans  i Helsingfors nybyggnation, vilken är utförd i renodlad funktionalism och varigenom han etablerade sig som en av Finlands främsta modernister. Under tiden fram till 1983 bedrev han en omfattande och mångsidig arkitektverksamhet. Tillsammans med Bertel Saarnio skapade han 1951 även en stadsplan för Ekenäs. 

## Verk i urval

### Industribyggnader
- Oy Karl Fazer Ab i Fagersta, Vanda (1955)
- P.C. Rettig & Co i Åbo (1960)
- Pargas Kalks mineritfabrik i Lojo (1975)
- Oy Aga Ab:s fabriker jämte huvudkontor i Kilo, Esbo (1967–1971)
- Wärtsiläs fabriker i Ekenäs (1969), Träskända (1970) och Joensuu (1972)

### Affärs- och kontorsbyggnader
- Sigrid Jusélius stiftelses hus ("Kuusinen") i Helsingfors (1958)
- Helsingfors telefonförening (1960)
- Helsingfors sparbank vid Tre Smeder (1963)
- Oy Wulff Ab (1965)
- Rundradions kanslihus, Sommargatan 2 i Helsingfors (1968)
- Ämbetshus, Joensuu (1966)

### Övrigt
- Svenska gården i Hagnäs (1970)
- Arbetsgivarnas i Finland centralförbunds byggnad vid Georgsgatan i Helsingfors (restaurering, 1976)
- Björneborgs Teater (restaurering, 1971–1977)